# Günter Menger
Günter Menger (* 1. April 1931 in Hettstedt; † 11. Mai 2015) war ein deutscher Offizier. Er war Generalmajor der NVA der DDR und stellvertretender Chef des Technischen Komitees der Vereinten Streitkräfte des Warschauer Vertrages.

## Leben
Der Sohn eines Kraftfahrers erlernte nach dem Besuch der Schule und der Mittleren Reife von 1947 bis 1949 den Beruf des Maschinenschlossers. Am 20. August 1949 trat er in die Deutsche Volkspolizei (VP) ein. Er begann seinen Dienst als Polit-Kultur-Offizier in den VP-Dienststellen Apollendorf und Burg. Von 1950 bis 1951 war er  Polit-Kultur-Offizier in den VP-Dienststellen Weißenfels und Potsdam II. Von 1952 bis 1954 diente er als Stellvertreter des Kommandeurs für Technik und Ausrüstung der Abteilung Panzerkommando der Kasernierten Volkspolizei (KVP) in Eggesin. Menger wurde 1953 Mitglied der  SED. Von 1954 bis 1960 studierte er an einer Militärakademie der UdSSR. Ab 1956 Angehöriger der NVA, wurde er 1960/61 als Stellvertreter des Kommandeurs für Technik/Ausrüstung des Panzerregiments eingesetzt. Von 1961 bis 1972 war er Stellvertreter des Kommandeurs für Technik/Ausrüstung und Leiter der Unterabteilung Panzer- und Kfz.-Dienst der 7. Panzerdivision. Anschließend fungierte er bis 1976 als Chef Panzerdienst des Kommandos der Landstreitkräfte (LaSK) und von 1976 bis 1983 als Stellvertreter des Chefs Ausbildung für materielle Sicherstellung der Ausbildung im Kommando LaSK. Von Juli 1983 bis Juli 1987 war er stellvertretender Chef des Militärbezirks III und Chef Technik/Bewaffnung (Nachfolger von Sebald Daum). Während dieser Zeit wurde er im Oktober 1984 vom Vorsitzenden des Nationalen Verteidigungsrates der DDR, Erich Honecker, zum Generalmajor ernannt. Seine letzte Dienststellung von August 1987 bis September 1990 war die eines stellvertretenden Chefs des Technischen Komitees der Vereinten Streitkräfte des Warschauer Vertrages in Moskau (Nachfolger von Georg Steiger). Nach der Verabschiedung durch den Oberkommandierenden der Vereinten Streitkräfte, Armeegeneral Pjotr Luschew, am 15. September 1990, traten die letzten NVA-Offiziere mit Generalmajor Menger am 27. September 1990 die Heimreise an. Am 29. September 1990 gab es im Ministerium für Abrüstung und Verteidigung in Berlin einen festlichen Empfang zur Entlassung aus der NVA, die zum 30. September 1990 erfolgte. Vom 1. bis 15. Oktober 1990 weilte er als Zivilist im Auftrag des künftigen einheitlichen Deutschlands erneut im Stab des Warschauer Vertrages in Moskau um alle anstehenden Fragen zum Abschluss zu bringen.
Menger starb im Alter von 84 Jahren.

## Auszeichnungen
- 1970 Vaterländischer Verdienstorden in Bronze, später in Silber
- 1981 Friedrich-Engels-Preis
- 1982 Kampforden „Für Verdienste um Volk und Vaterland“ in Gold
- 1987 Ehrentitel Verdienter Techniker des Volkes